# 高橋均 (音楽評論家)
高橋 均（たかはし ひとし、1900年10月20日 - 1978年2月10日）は、愛媛県出身の音楽評論家、雑誌編集者。

## 略歴
筆名古久 文治、K・T生。父はプロテスタントの牧師高橋鷹藏。16歳頃から信時潔に師事。東京音楽学校においてヴァイオリンを専攻するも2年で中退。また在学中教えを受けた乙骨三郎の知遇を得る。日本プロレタリア音楽家同盟に所属し、1922年（大正11年）日本共産党結党の際、結党式において、翻訳された革命歌インターナショナルの足踏みオルガンを弾き、鉛筆で指揮をしての歌唱指導に参加した。1923年（大正12年）中に信時の斡旋のもとに雑誌『音樂研究』を編集し、5冊を音樂研究社より発行。この頃、大山郁夫の書生となる。廃刊ののち、小笠原の父島にわたり漁師となる。その後日本労農党の長谷川如是閑主宰の雑誌『我等』に参加。さらに、1927年（昭和2年）、1928年（昭和3年）の頃プロレタリア前衛芸術家同盟の初代音楽部長を務め、雑誌『前衛』に参加。1935年（昭和10年）10月より季刊誌『音樂研究』を編集し、共益商社書店より発行。1937年（昭和12年）結婚。妻はピアニスト蔭山英子。子に高橋悠治、高橋アキがいる。1938年（昭和13年）季刊誌『音樂研究』廃刊。
戦後は憲法普及会に属し事務局長を務める。芦田均とも親交があった。信時門下の長谷川良夫とも交流あり。のち、三菱化成黒崎工場に就職。香港独立運動を経て、河出書房再建計画を立案する。

## 雑誌『音樂研究』の仕事
音樂研究社発行の『音樂研究』が1923年（大正12年）2月創刊で、同年中に第1巻第1号から第5号まで刊行されている。これを第1期とすると、第2期に当たる共益商社書店発行の季刊誌『音樂研究』も、1935年（昭和10年）10月に「ヒンデミット特集」の第1号を発行して出発してから、わずか3年間に第1巻第1号から第3巻第4号まで全12冊、という短命であった。しかし、毎号130ページから140ページの厚さをもち、各号が特集を企画してその徹底研究といった内容のものであった。対象とする問題の範囲はひろく、邦楽研究号であったり、国語と音楽特集であったり、機械と音楽特集であったりした。「日本音楽の現状と批判」特集では、長谷川良夫の「現代流行歌論」や守田正義の日本の作曲界批判を掲載した。第3巻第1号の「シェーンベルク特集」や第3巻第3号の「バルトーク特集」などは、当時としては大胆な編集。後者はバルトークやコダーイと直接に文通をして、じきじきに資料を送ってもらい、バルトーク自身の民謡研究の9論文を翻訳紹介している。「当時としては最先端のアクティヴな雑誌」であり、「リアルタイムで新ウィーン楽派やバルトークを紹介」するものであった。ブゾーニの『音楽美学』を掲載し、これは、高橋悠治の読むところとなった。

## 作詞
- 「女声三部合唱 初菫」高橋作詞、ハウプトマン作曲、澤崎定之指揮、東京音楽学校生徒 1938[注釈 2]

## 著書
- 『ピアニストは無用か 兼常博士の迷論』共益商社書店 1935
  - 音響学の専門家兼常清佐が、「名人のタッチ」などというものは自動ピアノで再現できるから名人は不要だというピアニスト無用論を打ち出した。これに対し、議論の根幹である、「タッチ否定論」の根拠、「タッチの如何によって音色が変わる」という言葉の音響学上の意味および音楽の世界で使われている意味を詳論し、この種類の議論の「爆弾動議」としての性格の功罪を論じた。すなわち、兼常の議論の内容と、社会に対して責任のあるべき態度との両方を否定するもの。

## 翻訳
- ルイ・ラロワ『音楽の将来』『音樂研究』第1巻第1号 1923 所収
- デヴィド・スイ・テーラー[注釈 3]『唱歌法の原理 : 古代及近代各派の科学的分析に基づく聲音教養の合理的方法』（澤崎定之と共訳）京文社 1929[注釈 4][12]
- マクファースン[注釈 5]『器樂鑑賞の基礎 附・器樂小史』共益商社書店 1936[注釈 6][13]